# Łukasz Słonina
Łukasz Słonina (* 5. Juni 1989 in Sokolowsko) ist ein ehemaliger polnischer Biathlet.
Łukasz Słonina ist Student und lebt in Sokolowsko. Zunächst startete er für MKS Duszniki Zdrój, jetzt startet er für AZS AWF Wrocław und wird von Roman Sokala trainiert. Er gab sein internationales Debüt im Rahmen der Juniorenweltmeisterschaften 2008 in Ruhpolding, wo er 69. des Einzels, 75. des Sprints und mit Rafał Lepel und Krzysztof Miętus 17. mit der Staffel wurde. Kurz darauf nahm er an den Juniorenrennen der Europameisterschaften 2008 in Nové Město na Moravě teil und wurde dort 63. des Einzels, 57. des Sprints und mit der Staffel Sechster. Bei den in Juniorenweltmeisterschaften 2009 in Canmore kam Słonina auf die Plätze 56 im Sprint, 53 in Verfolgung und Einzel sowie 14. mit der Staffel. Im weiteren Jahresverlauf nahm er an den Juniorenrennen der Sommerbiathlon-Weltmeisterschaften 2009 in Oberhof teil. Bei den Rennen im Crosslauf wurde der Pole 26. des Sprints, auf Skirollern 34. des Sprints, 27. der Verfolgung und mit Maria Bukowska, Anna Mąka sowie Rafał Lepel Sechster mit der Mixed-Staffel. 2010 startete Słonina bei drei internationalen Juniorenmeisterschaften. Bei den Weltmeisterschaften Torsby belegte er die Ränge 16 im Einzel, 73 im Sprint und mit Rafał Lepel, Grzegorz Jakubowicz und Marek Firlej Platz 17 im Staffelrennen. Es folgten die Europameisterschaften, bei denen Słonina 50. des Einzels, 15. des Sprints und 21. der Verfolgung wurde. Mehrere Monate später nahm er an den Sommerbiathlon-Weltmeisterschaften 2010 in Duszniki-Zdrój teil, bei denen er sie Ränge 13 im Sprint und 15 in der Verfolgung im Crosslauf belegte, auf Skirollern wurde er 23 des Sprints, 28. der Verfolgung und gewann mit Maria Bukowska, Monika Hojnisz und Rafał Lepel die Bronzemedaille im Rennen der Mixed-Staffeln.
Sein erstes Rennen bei den Männern bestritt Słonina 2008 in Obertilliach im IBU-Cup und wurde 71. eines Einzels. Es ist gleichzeitig seine beste Platzierung in der zweithöchsten internationalen Rennserie im Biathlon, in der er mehrfach erst wieder in der Saison 2010/2011 zum Einsatz kam. 2013 bestritt er in Oberhof seine ersten Rennen im Weltcup. Mit Łukasz Szczurek, Rafał Lepel und Adam Kwak wurde er in einer überrundeten polnischen Staffel 19., im Sprint 90. Es sind seine bislang besten Resultate in Staffel- und Einzelrennen im Weltcup. Erster Höhepunkt bei den Männern wurden die Weltmeisterschaften 2013 in Nové Město na Moravě. Mit Łukasz Szczurek, Adam Kwak und Krzysztof Pływaczyk belegte Słonina Rang 28 in der Staffel und war Startläufer der überrundeten polnischen Vertretung. Im Sprint wurde er 102.
National gewann Słonina bei den Polnische Meisterschaften 2012 mit der Staffel des AZS AWF Wrocław gemeinsam mit Piotr Kotas, Mateusz Steć und Przemysław Sobies die Bronzemedaille. Dieses Ergebnis konnte er 2013 bei den Polnischen Meisterschaften in Jakuszyce an der Seite von Łukasz Pancerz, Przemysław Sobies und Mateusz Steć wiederholen. Im Sprint gewann er vor Łukasz Szczurek und Grzegorz Guzik seinen ersten Meistertitel, im Verfolgungsrennen fiel er auf Rang vier zurück.

## Biathlon-Weltcup-Platzierungen
Die Tabelle zeigt alle Platzierungen (je nach Austragungsjahr einschließlich Olympische Spiele und Weltmeisterschaften).
- 1.–3. Platz: Anzahl der Podiumsplatzierungen
- Top 10: Anzahl der Platzierungen unter den ersten zehn (einschließlich Podium)
- Punkteränge: Anzahl der Platzierungen innerhalb der Punkteränge (einschließlich Podium und Top 10)
- Starts: Anzahl gelaufener Rennen in der jeweiligen Disziplin
- Staffel: inklusive Mixed- und Single-Mixed-Staffeln

| Platzierung             | Einzel | Sprint | Verfolgung | Massenstart | Staffel | Gesamt |
| ----------------------- | ------ | ------ | ---------- | ----------- | ------- | ------ |
| 1. Platz                |        |        |            |             |         |        |
| 2. Platz                |        |        |            |             |         |        |
| 3. Platz                |        |        |            |             |         |        |
| Top 10                  |        |        |            |             |         |        |
| Punkteränge             |        |        |            |             | 6       | 6      |
| Starts                  | 1      | 3      |            |             | 6       | 10     |
| Stand: 18. Februar 2015 |        |        |            |             |         |        |

## Belege
1. ↑  MP w biathlonie - Łukasz Słonina i Magdalena Gwizdoń najlepsi w sprincie (polnisch) (Memento des Originals vom 24. September 2015 im Internet Archive)  Info: Der Archivlink wurde automatisch eingesetzt und noch nicht geprüft. Bitte prüfe Original- und Archivlink gemäß Anleitung und entferne dann diesen Hinweis.

| Personendaten    | Personendaten       |
| ---------------- | ------------------- |
| NAME             | Słonina, Łukasz     |
| KURZBESCHREIBUNG | polnischer Biathlet |
| GEBURTSDATUM     | 5. Juni 1989        |
| GEBURTSORT       | Sokolowsko          |